# Deidesheim
Deidesheim este un oraș din landul Renania-Palatinat, Germania.

## Personalități născute aici
- Heinrich Christian Baader (1847 - 1928), inginer, director al Tramvaielor Comunale Timișoara.